# Chiese di Milazzo
Nella storia di Milazzo sono molte le chiese demolite, scomparse, dismesse e sconsacrate.
Vari eventi sismici disastrosi interessano la provincia e minano in epoche differenti il ricchissimo patrimonio storico - artistico - religioso della città:
- Terremoto del Val di Noto del 1693, evento documentato in provincia, provoca danni;
- Terremoto della Calabria meridionale del 1783, evento documentato nel circondario e territori limitrofi;[1]
- Terremoto della Calabria meridionale del 1894, evento assieme all'intenso sciame sismico che si prolunga fino al
- Terremoto di Messina del 1908 provoca seri danni.

Gran parte dei luoghi di culto edificati in epoca aragonese e spagnola con varie, successive rimodulazioni e ridedicazioni, subiscono i danneggiamenti derivanti l'assedio spagnolo durante le varie fasi iniziate con la battaglia della quadruplice Alleanza nel periodo 1718 - 1720. I moti conseguenti la rivolta antispagnola nel periodo 1674 - 1678 arrecano danni, per concludere con le devastazioni procurate dagli eventi borbonico - garibaldini culminati con le vicende del 1860.

## Chiese attuali
- Duomo di Santo Stefano Protomartire.
- Duomo Antico di Santo Stefano d'epoca spagnola.[2]

| - Chiesa di Sant'Antonio di Padova. - Chiesa di Santa Caterina (1662) riedificata su primitivo impianto. - Chiesa del Santissimo Paradiso al Capo. - Chiesa del Santissimo Salvatore e primitivo monastero dell'Ordine delle benedettine nella «Città Murata» - Chiesa del Santissimo Salvatore e monastero dell'Ordine delle benedettine «extra moenia», istituzioni popolate nel 1728. - Chiesa del Sacro Cuore di Gesù. - Chiesa della Santissima Trinità al Capo. - Chiesa della Trasfigurazione del Signore Gesù Cristo. - Chiesa di San Gaetano degli Aragonesi o chiesa della Madonna della Catena o chiesa degli Spagnoli di Catalogna. - Chiesa di San Giacomo Apostolo Il Maggiore (1607). - Chiesa di San Giuseppe (1565). - Chiesa di San Francesco di Paola e convento dell'Ordine dei Minimi. - Chiesa dell'Immacolata Concezione (1640) e nuovo convento dell'Ordine dei frati minori cappuccini del 1889 - 1892. Luogo di culto edificato su iniziativa della Congregazione della Concezione. - Chiesa di Santa Maria Addolorata. Tempio ricostruito dopo il 1718 sulle rovine della chiesa di Santa Maria la Nuova. | - Chiesa di Santa Maria Annunziata al Bastione delle Isole. - Chiesa di Santa Maria del Boschetto o Madonna del Piano. Regia Cappella di Federico III e degli Aragonesi. - Chiesa di Santa Maria della Misericordia al Capo. - Chiesa della Madonna del Carmine (1574 - 1577) e convento dei Carmelitani sotto il titolo di «Sant'Alberto Carmelitano». Edifici sorti sull'area ove insistevano la chiesa di San Filippo d'Agira e la chiesa della Madonna della Consolazione. - Chiesa di Nostra Signora del Santo Rosario e convento dell'Ordine dei predicatori sotto il titolo di «San Domenico Guzmán». - Chiesa di Santa Maria delle Grazie d'epoca aragonese. - Chiesa di Santa Maria dell'Itria e convento dell'Ordine dei frati minori cappuccini (1577). - Chiesa di Santa Maria Maggiore. Già chiesa di Sant'Ermo (Sant'Erasmo), chiesa di Gesù e Maria 1621. - Chiesa di Santa Marina d'epoca normanna. ricostruita nel 1644. - Chiesa di San Papino Martire o chiesa del Santissimo Crocifisso. - Chiesa di San Pietro Apostolo. - Chiesa di San Rocco (1575). |

- Cappella di San Nicolò dei baroni Baele Lucifero.[24]
- Chiesa dedicata a Maria Santissima del Tindari nella 'Ngonia del Tono (Tonnara).

## Chiese documentate

### A
- Chiesa di Sant'Agostino.[25]
- Chiesa di Sant'Andrea.[26]
- Chiesa delle Anime del Purgatorio (1660), innalzata dalla famiglia Proto.[6]
- Chiesa di Sant'Antonio Abate demolita nel (1616).[27][28] Edificio d'epoca normanna.

### B
- Chiesa di San Basilio[29] documentata in epoca bizantina, derivata in chiesa di San Benedetto distrutta in epoca araba e successivamente ricostruita.
- Chiesa di San Benedetto.[30]
- Chiesa di San Biagio, luogo di culto ubicato sul colle omonimo poi derivato in chiesa di Gesù e Maria, in seguito in chiesa di San Francesco di Paola e convento dell'Ordine dei Minimi.

### C
- Chiesa di San Cono d'epoca normanna e demolita in epoca spagnola.[20]
- Chiesa La Cattolica, capo delle chiese di rito greco.[31]
- Chiesa La Cattolica, edificio di culto documentato nel 1581, rovinato nel 1589.[18]
- Ospizio di Santa Caterina dei Carmelitani.[32]

### D
- Chiesa di San Demetrio.[33] Diruta.
- Chiesa di Santa Dorotea sotto il patrocinio della famiglia Zirilli.[22]

### E
- Chiesa di San Euplio sul promontorio vicino al Castello di Sant'Opulo, documentati 3 jugeri donati al medesimo monastero d'origine bizantina.[34]
- Chiesa di Sant'Ermo sul promontorio, edificio d'epoca bizantina (Sant'Erasmo), struttura demolita per la costruzione del Torrione di Sant'Ermo nel 1581, poi derivata in chiesa di Gesù e Maria (1621) sede della Congregazione di Gesù e Maria, oggi chiesa di Santa Maria Maggiore.[35]

### F
- Chiesa di San Filippo d'Agira sull'istmo, d'epoca aragonese anteriore al 1464.[36] demolita nella prima metà del XVI secolo per edificare il complesso dei Carmelitani.
- Chiesa di San Filippo Maggiore, documentata in epoca normanna e demolita anteriormente al 1570 per edificare l'aggregato del Carmine[37]
- Chiesa di San Filippo e San Giacomo (1403 c.) edificata presso la Tonnara del Tono, regnante Martino il Giovane.[38]
- Chiesa di San Filippo e San Giacomo la Nuova.[3]
- Chiesa di San Francesco indi detta di San Crispino (1423).[26]
- Chiesa di San Francesco di Paola in epoca spagnola vicino alla chiesa di Santa Maria del Boschetto.[22]
- Chiesa di San Francesco Saverio.[39]

### G
- Chiesa di Gesù e Maria d'epoca spagnola nella parte bassa (1661).[40]
- Chiesa di Gesù e Maria la Vecchia.[41]
- Chiesa di San Giacomo (1432)[42] d'epoca bizantina.
- Chiesa di San Giovanni d'epoca bizantino - normanna.[43]
- Chiesa di San Giovanni 1670.[22]
- Chiesa della Trinità d'epoca aragonese 1354.[27][44] Nella adiacenze della chiesa sul promontorio erano insediati i Padri Filippini.[10]
- Chiesa del Santissimo Salvatore (1616 ante).[45]
- Chiesa del Crocifisso 1636 in località la Cammisa.[22]

### L
- Chiesa di San Leonardo[46] demolita nel 1538 per la costruzione della chiesa della Madonna del Rosario e convento dell'Ordine dei predicatori. Sede della Confraternita dei Disciplinanti.

### M

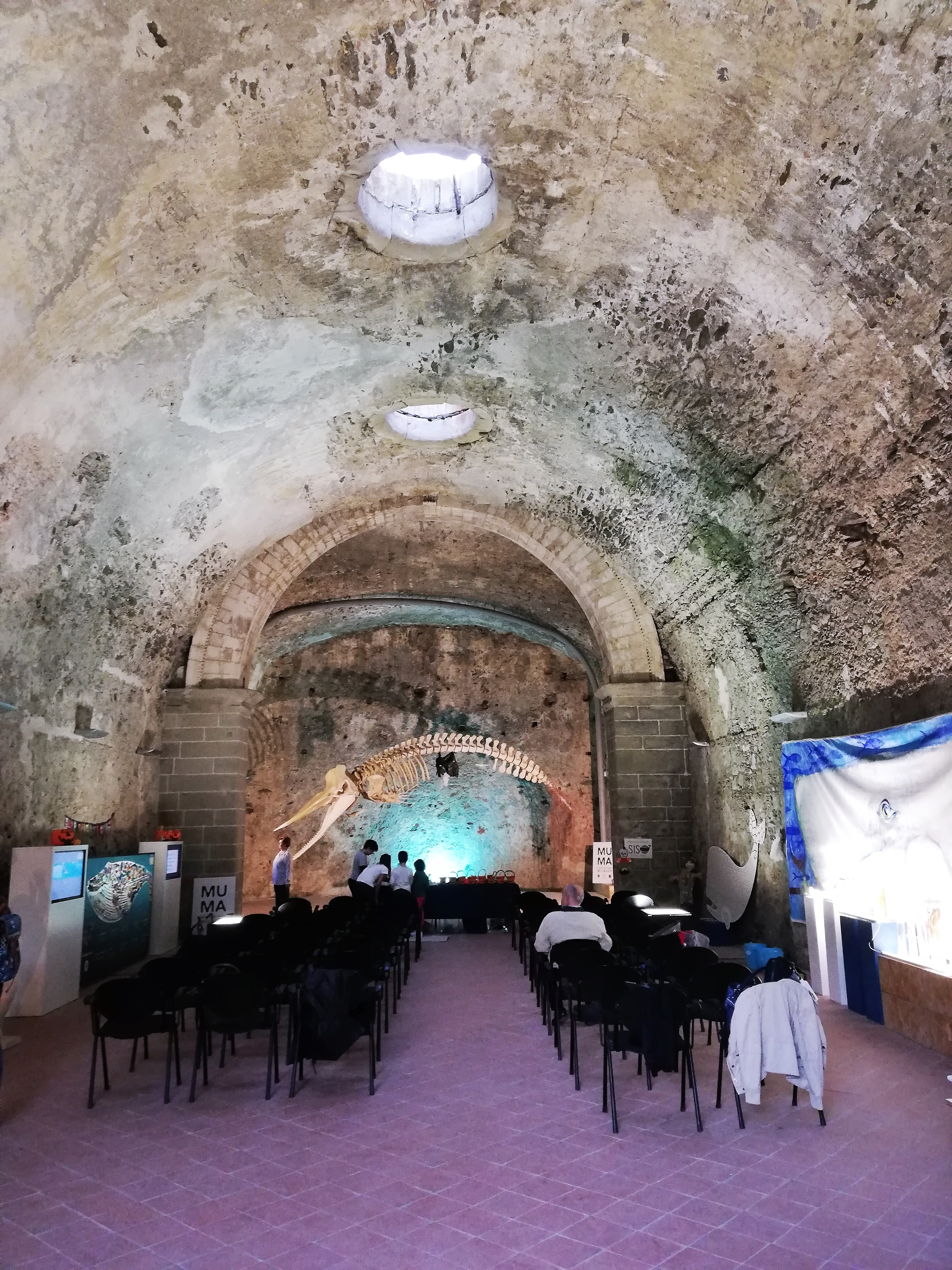
Arco trionfale chiesa di Santa Maria nel baluardo e bastione omonimi.

- Chiesa della Madonna degli Archi d'epoca spagnola (1676).[47]
- Chiesa della Madonna del Lume.[48] Ruderi parietali visibili all'incrocio con via Umberto I.
- Chiesa della Madonna del Paradiso.[3]
- Chiesa della Madonna della Consolazione d'epoca aragonese sull'istmo (1464 ante), demolita anteriormente al 1570 per edificare l'aggregato del Carmine[49]
- Chiesa della Madonna della Lettera (de Litterio) (1660), tempio documentato adiacente all'Oratorio dei Padri Filippini.[50]
- Chiesa della Madonna della Pietà fuori Porta Reale, demolita nel 1677.[51]
- Chiesa della Madonna della Pietà intra moenia, edificata dopo il 1677.[52]
- Chiesa della Madonna della Pietà all'Ospedale.[53]
- Chiesa di Santa Maria al Castello del 1527 che tolse le prerogative di cattedrale alla chiesa di San Nicolò.[54] Ruderi inglobati nel bastione omonimo.
- Chiesa di Santa Maria dei Greci.[33] Diruta.
- Chiesa di Santa Maria di Portosalvo.[55]
- Chiesa di Santa Maria della Catena (restauri 1621)[56]
- Chiesa di Santa Maria di Gesù al Castello, demolita per la costruzione del duomo.[57]
- Chiesa di Santa Maria la Nuova. Demolita nel 1718[58] 37 per essere poi rinominata chiesa dell'Addolorata.

- Chiesa di San Marco.[22]
- Chiesa di Santa Margherita, luogo di culto giù denominato chiesa di Santa Marta.[59] Demolita 1718.
- Chiesa di Santa Marta d'epoca aragonese presso il vecchio ospedale (anteriore al 1464, edificio che ospitò San Francesco di Paola). Demolito l'ospedale fu rinominata chiesa di Santa Margherita.[42]
- Chiesa di San Michele d'epoca bizantina presso il porto di Milazzo, chiesa che godeva di un jugero di terra. Nel 1105 la regina Adelasia del Vasto donava il tutto al monastero di Santa Maria di Gala.[60]

### N
- Chiesa di San Nicola d'epoca bizantina, in seguito nota come chiesa di San Nicolò dei Lombardi documentata nell'area dell'attuale chiesa dell'Immacolata Concezione.[61] Chiesa di rito greco verosimilmente demolita in epoca aragonese nel 1464.
- Chiesa di San Nicolò riedificazione e titolo di cattedrale[62] Diruta e poi demolita nel (1616).[63]
- Chiesa di San Nicola al Faro, Capo Milazzo.
- Cappella di San Nicola a Villa Baele, edificata per volontà del barone Onofrio Baeli, cappella patronale transitata ai Lucifero.

### P
- Chiesa di San Papino documentata anteriormente al 1620.
- Chiesa di San Pietro Faraone.[22]
- Chiesa di San Pietro di Corriolo.[22]

### S
- Chiesa di San Sebastiano (1348) edificata per voto di peste, derivata nella primitiva chiesa di Santa Caterina d'Alessandria (1662)[64]

### T
- Chiesa di San Teodoro e priorato d'epoca normanna. Impianto primitivo sul promontorio, luogo di culto dipendente dalla chiesa del Santissimo Salvatore.[27][65][10]

## Compagnie
- Compagnia del Rosario

## Confraternite
- Confraternita dei Disciplinanti, sodalizio attestato presso la primitiva chiesa di San Leonardo.
- Confraternita di San Rocco, sodalizio attestato presso la chiesa di San Rocco.
- Confraternita di Santa Caterina, sodalizio documentato presso la chiesa di Santa Caterina d'Alessandria.

## Congregazioni
- Congregazione di Gesù e Maria
- Congregazione del Santissimo Nome di Gesù
- Congregazione della Concezione, sodalizio attestato presso la chiesa dell'Immacolata Concezione dei Cappuccini
- Congregazione di Sant'Anna, sodalizio attestato presso la chiesa di San Giuseppe.

## Sinagoga
Sul colle Giudeo è documentato l'insediamento della comunità.

## Ospedale
- Ospedale Vecchio[68]

## Feste
Feste documentate:
- Santo Stefano Protomartire
- San Francesco di Paola
- Santa Maria dei Sette Dolori
- Immacolata Concezione
- San Giuseppe
- San Francesco Saverio
- San Giacomo
- San Vincenzo Ferreri
- Sant'Andrea
- Santissima Annunziata
- Santa Maria di Portosalvo
- Santa Caterina
- Santa Teresa
- Sant'Anna

- Santissimo Crocifisso

## Santi Patroni Protettori della città di Milazzo
- San Papino
- Sant'Antonio Abate
- San Nicola di Bari verosimilmente patrono fino al 1527
- Santo Stefano Protomartire
- San Francesco di Paola copatrono

## Galleria d'immagini

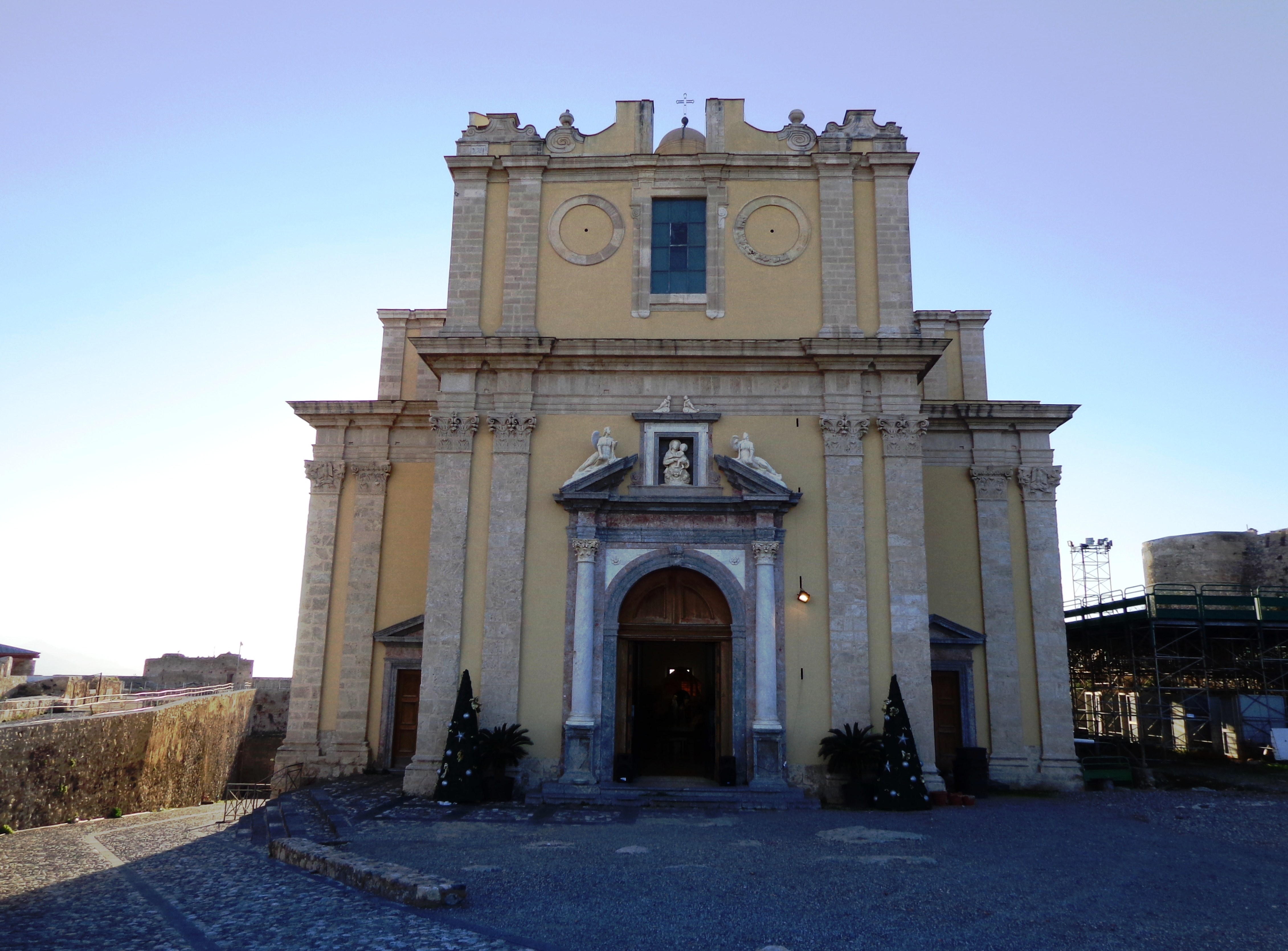
Duomo antico di Santo Stefano Protomartire
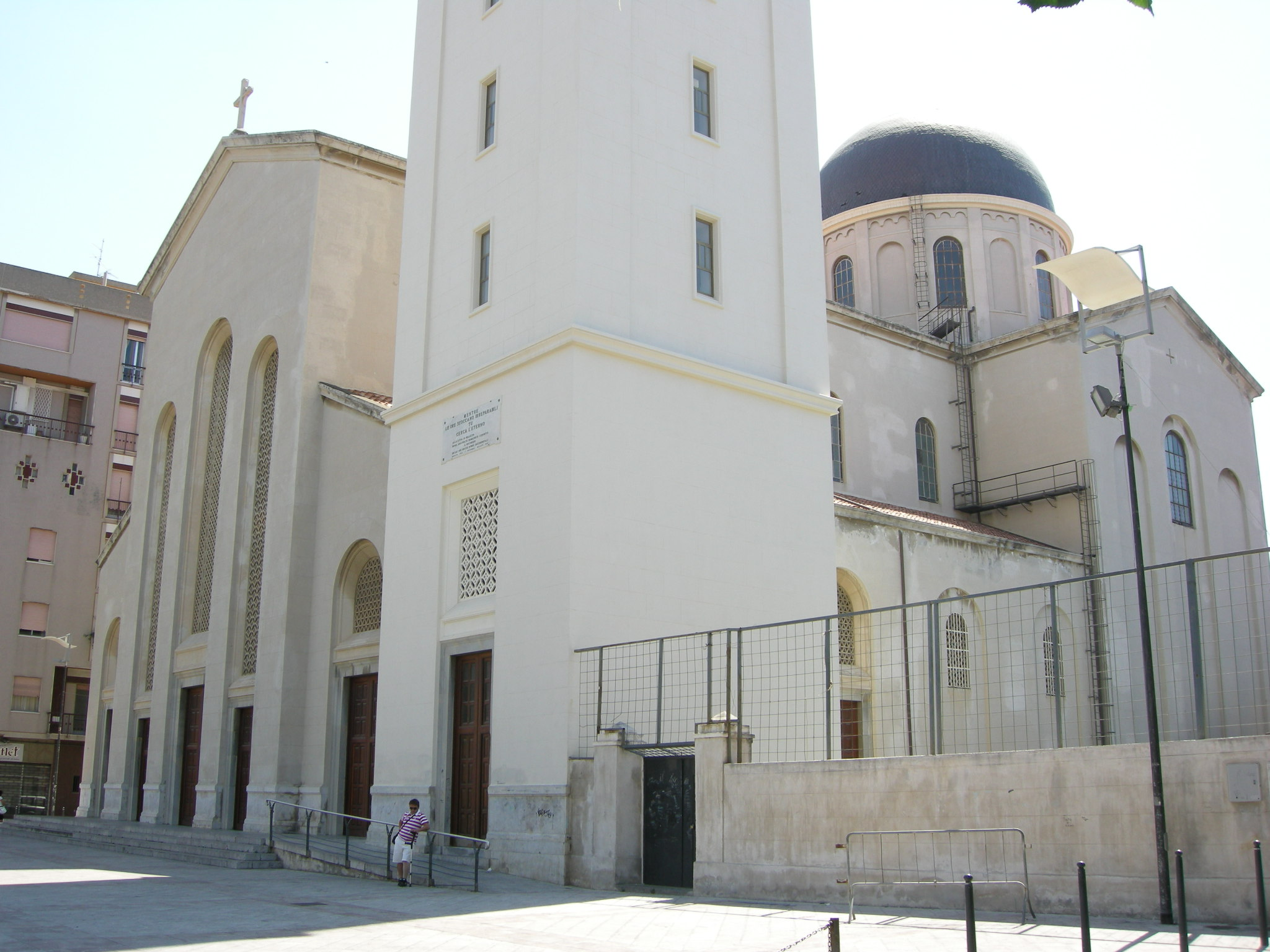
Duomo di Santo Stefano
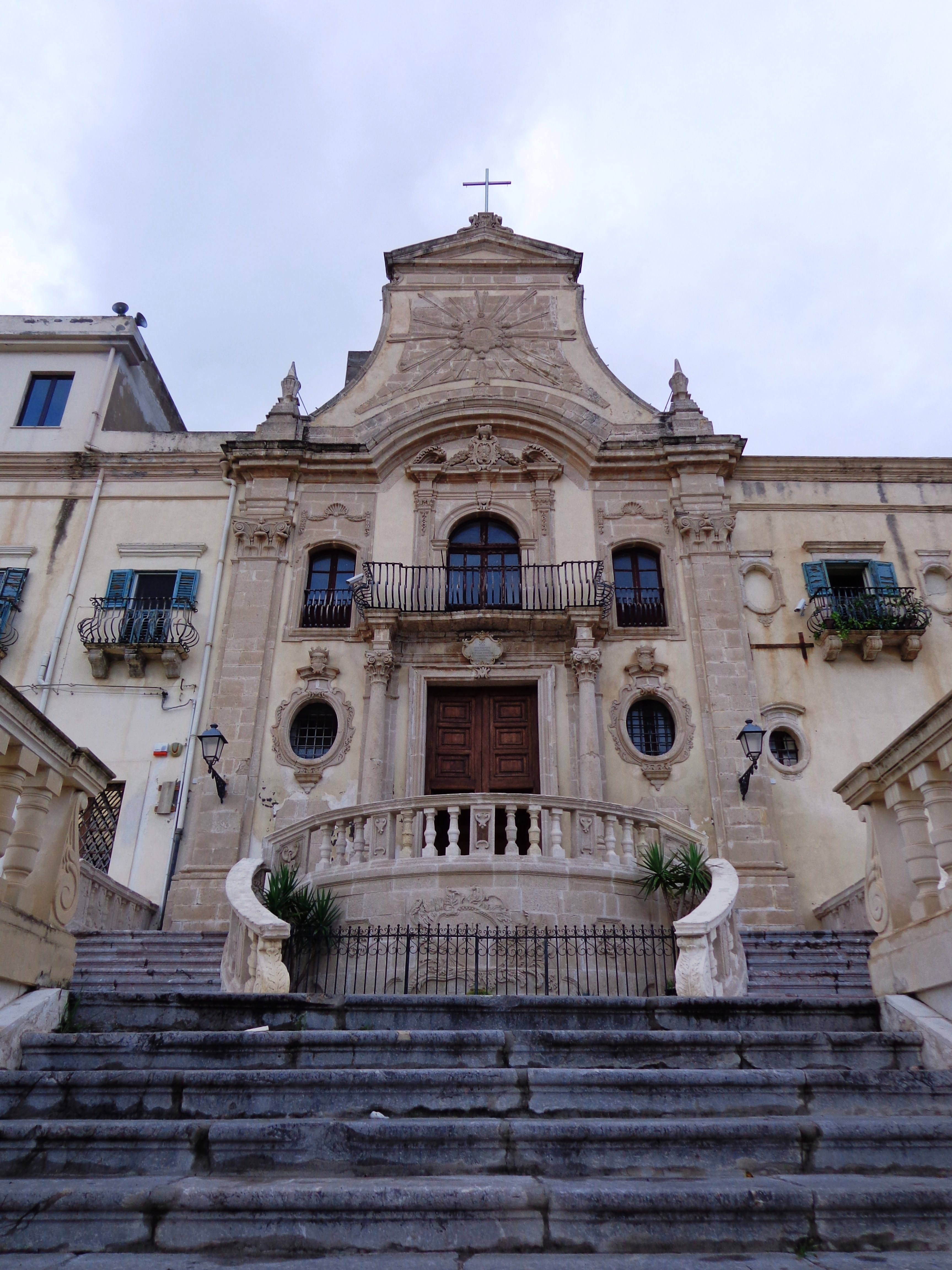
Santuario di San Francesco di Paola
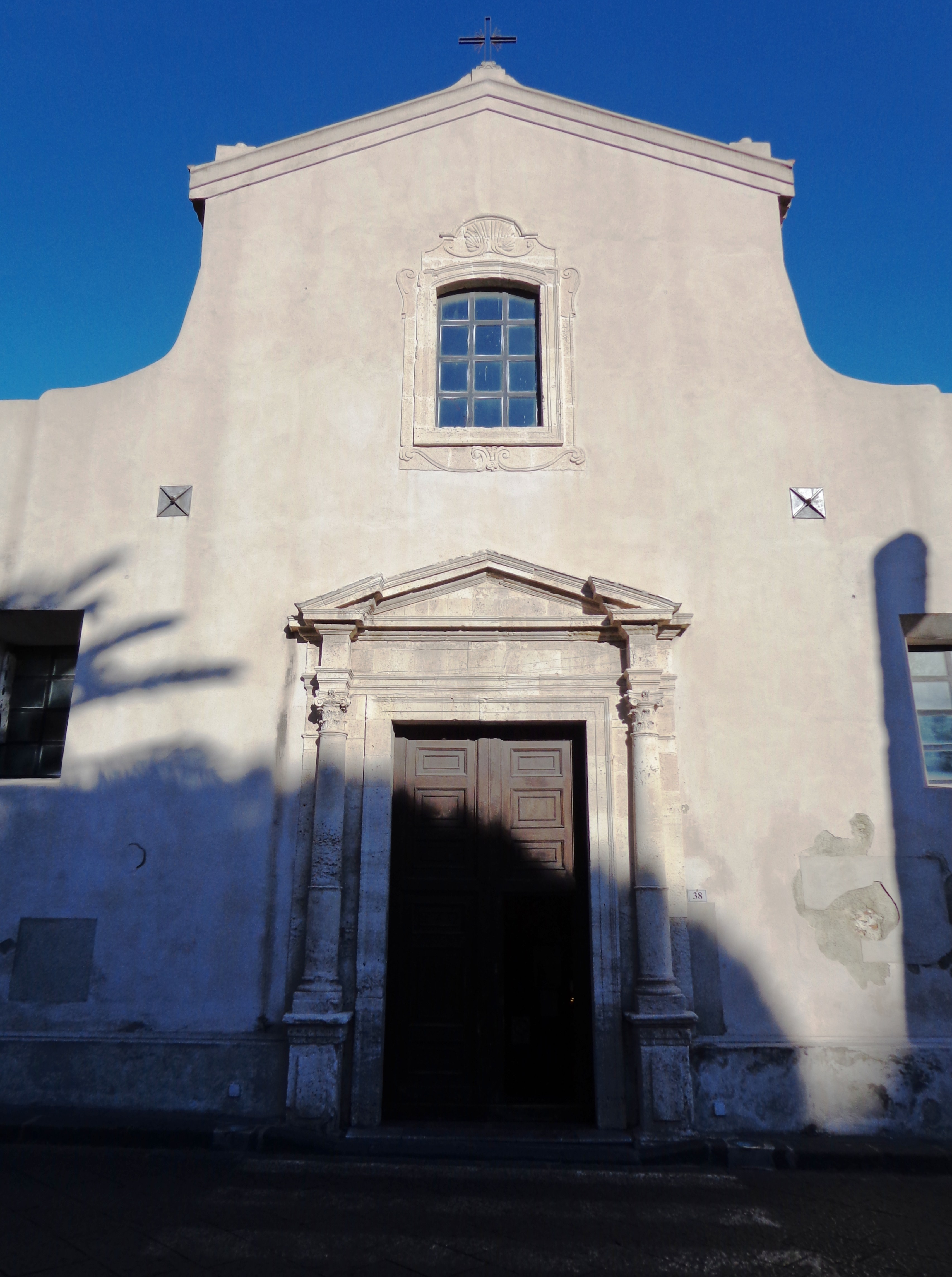
Chiesa di Nostra Signora del Rosario
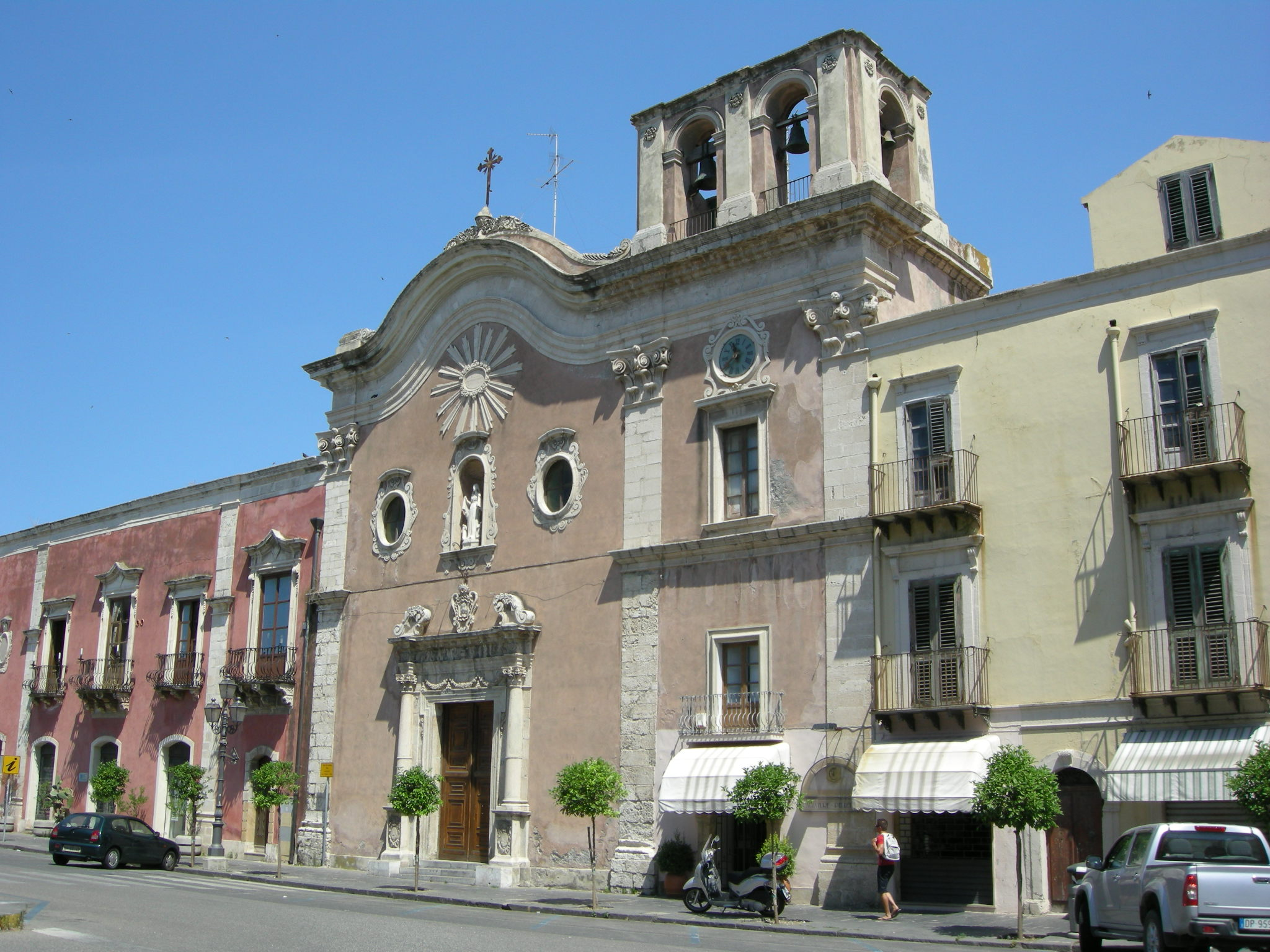
Chiesa del Carmine
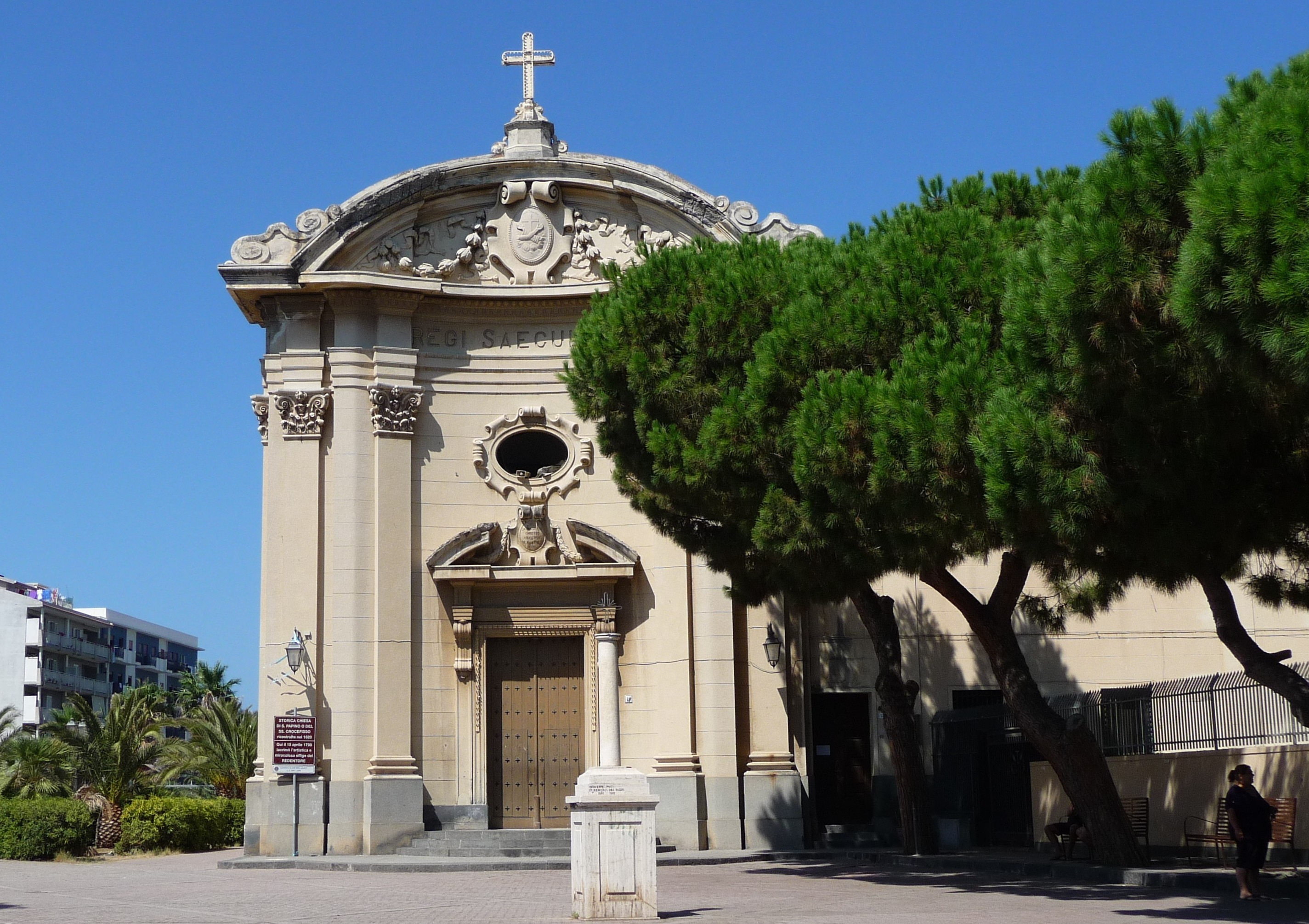
Chiesa di San Papino

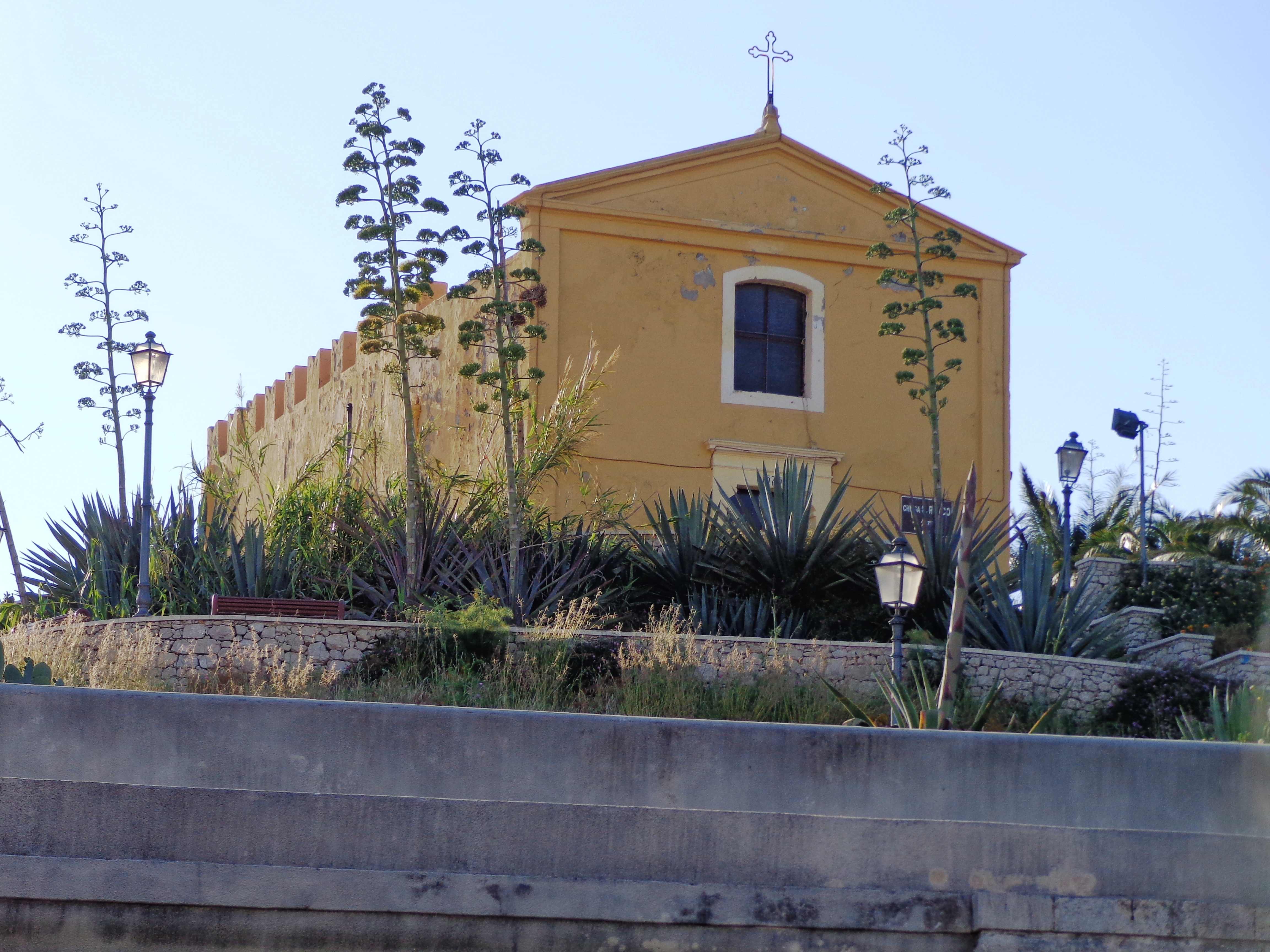
Chiesa di San Rocco
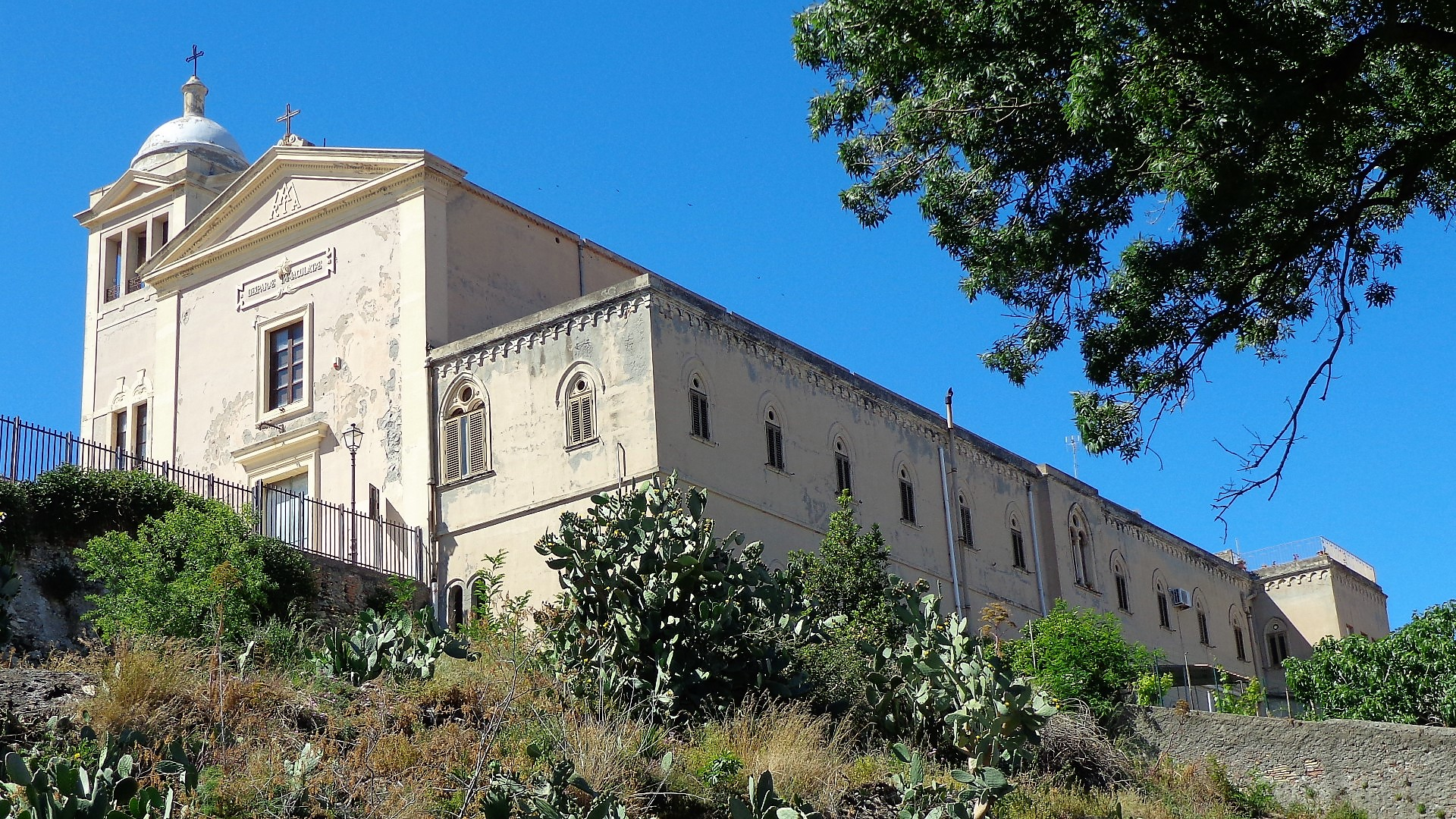
Chiesa dell'Immacolata Concezione
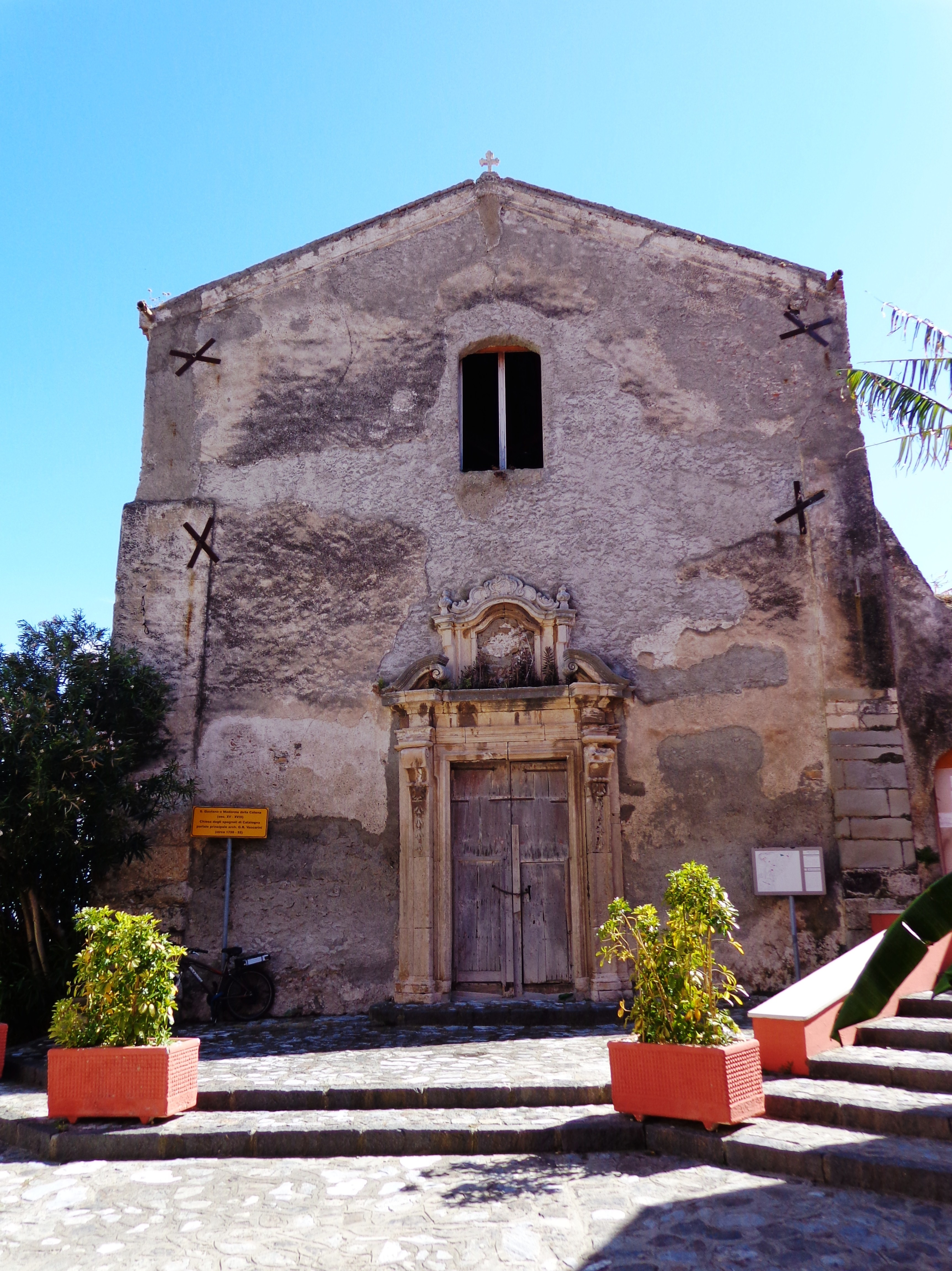
Chiesa di San Gaetano degli Aragonesi
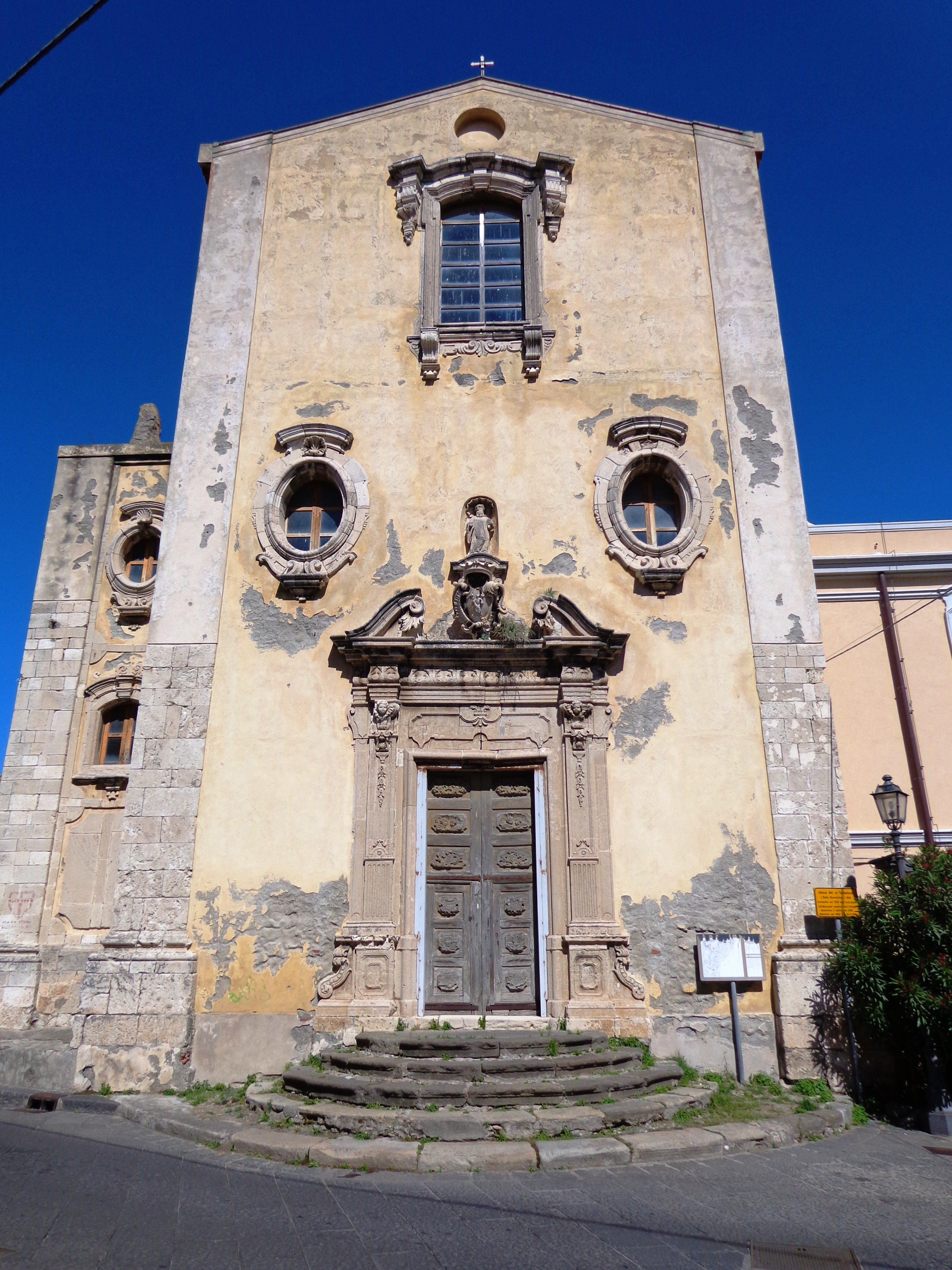
Chiesa del Santissimo Salvatore
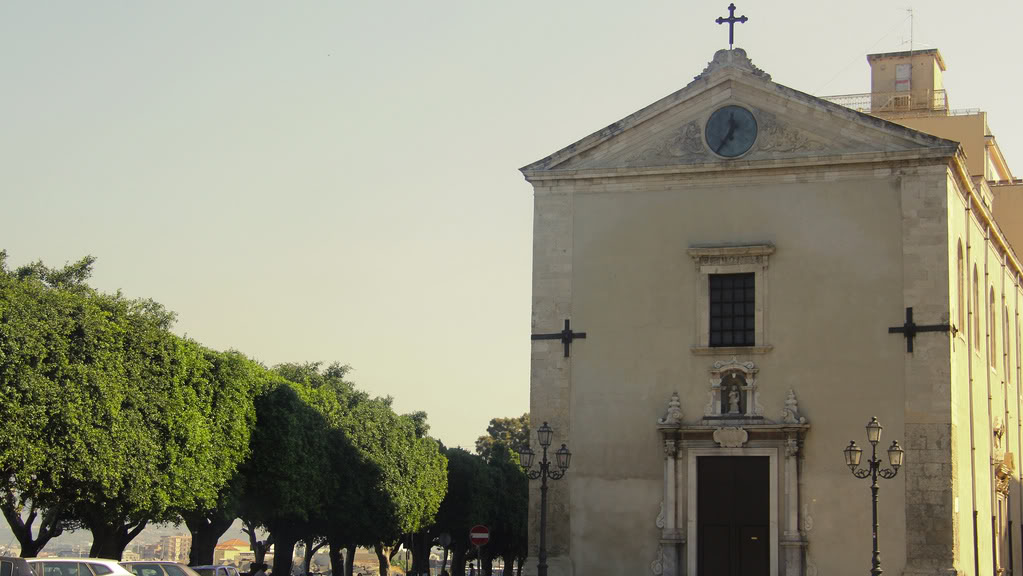
Chiesa di San Giacomo
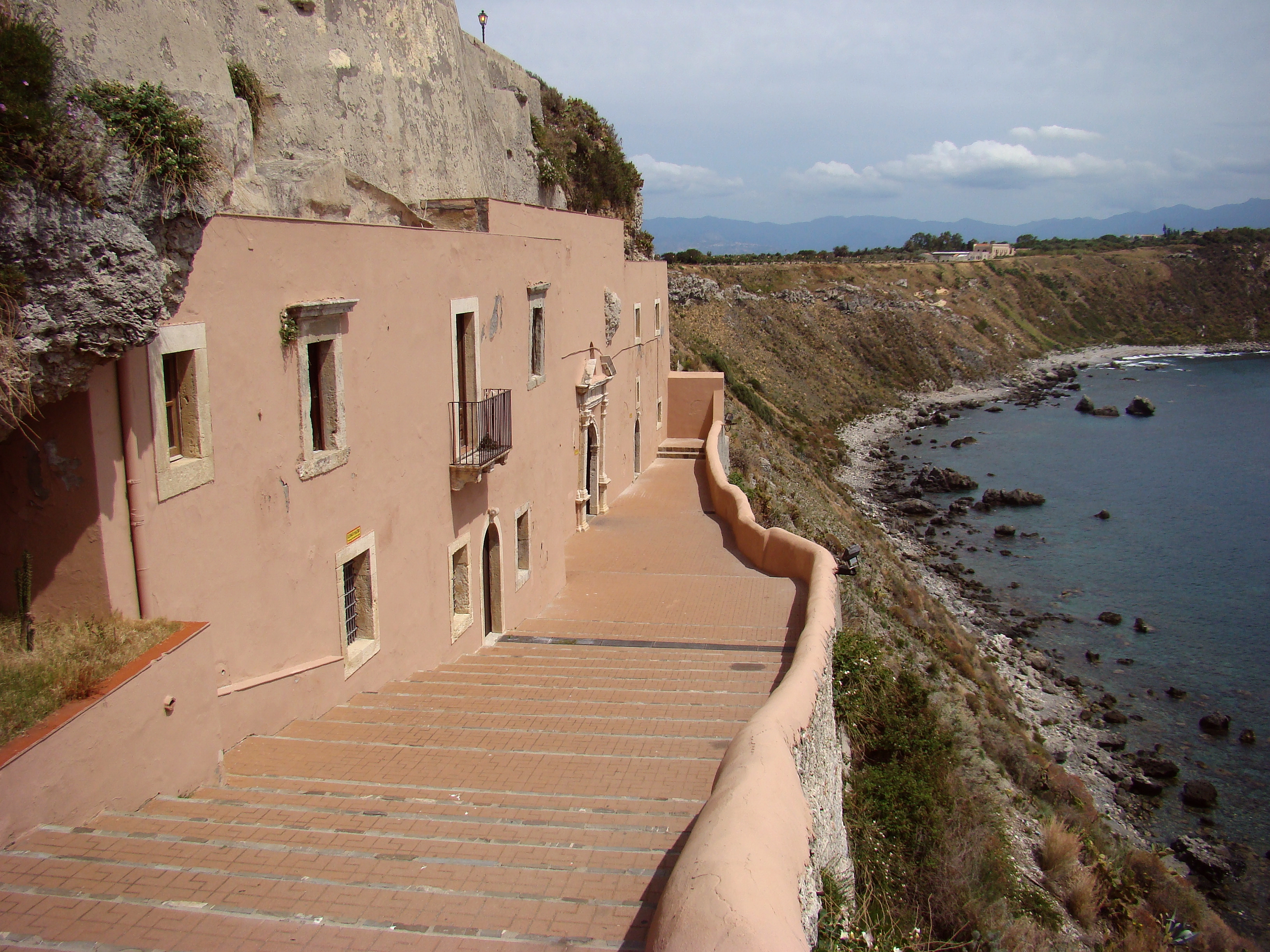
Santuario di Sant'Antonio di Padova

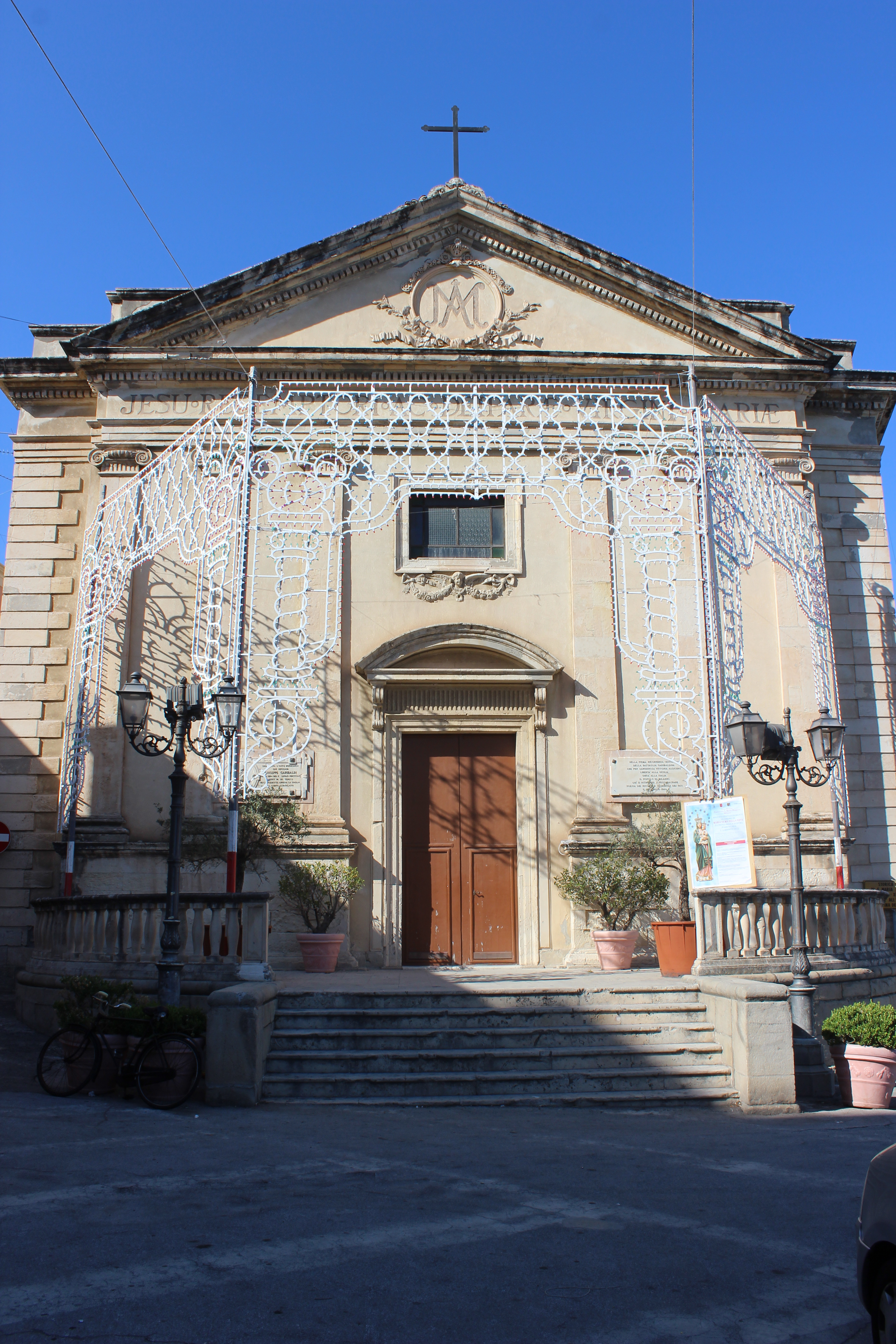
Chiesa di Santa Maria Maggiore
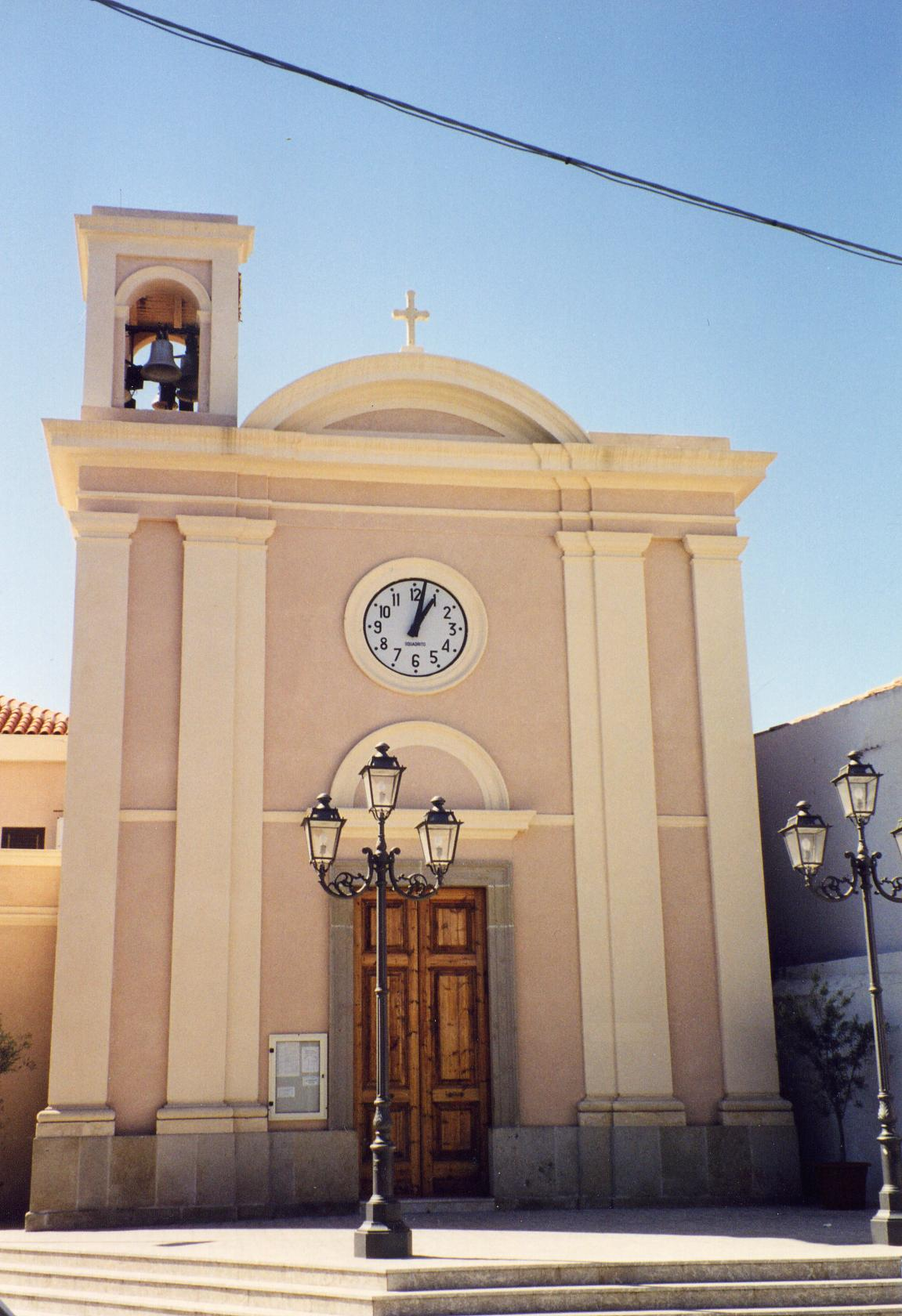
Chiesa di Santa Marina
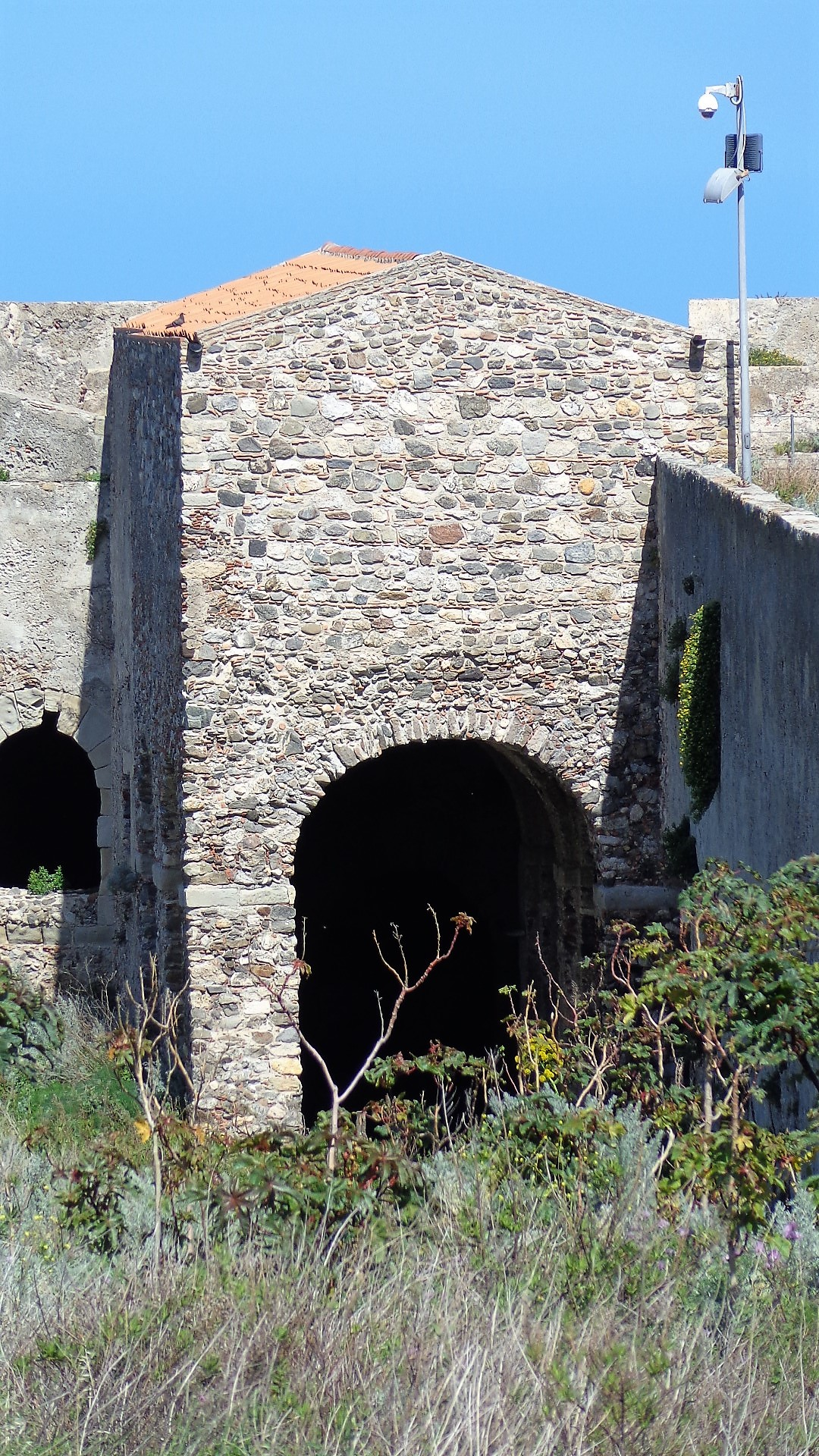
Chiesa dell'Annunziata
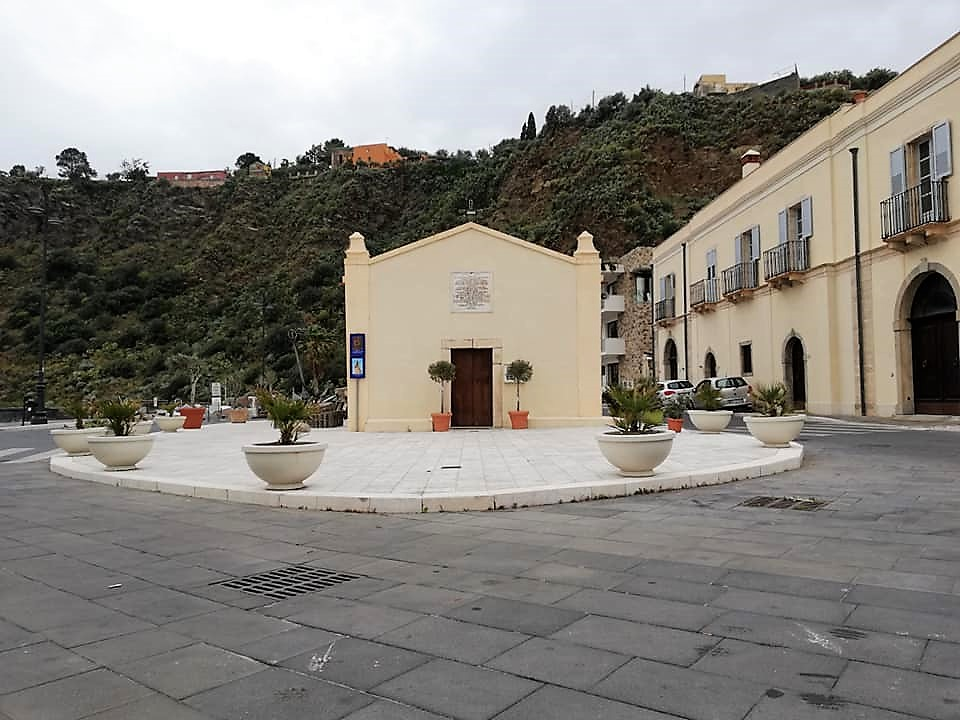
Chiesa di Santa Maria Consolatrice